# 10. motorizirani bataljon Slovenske vojske
10. pehotni polk (kratica: 10. PEHP) je motorizirana formacija Slovenske vojske.

## Zgodovina
Polk je bil ustanovljen leta 1996 kot 10. bataljona za mednarodno sodelovanje. Njegov prvi poveljnik je bil stotnik Josip Bostič. Že od začetka je bil sestavljen izključno iz profesionalnih vojakov, ki so svoje življenje podredili služenju Slovenski vojski. Vanj so prihajali predvsem vojaki iz drugih enot SV. Po ukinitvi naborniškega sistema se je delo v enoti, zaradi prilagajanja standardom Nata, popolnoma spremenilo. 10. motorizirani bataljon je tako postal prva enota Slovenske vojske, ki je bila oblikovana, oborožena, ter je izvajala usposabljanje po merilih, metodah in standardih Nata.

## Naloge
Naloga bataljona je obramba Slovenije in usposabljanje vojakov za izvajanje mirovnih in humanitarnih nalog.

## Poveljstvo
Poveljniki
- podpolkovnik Dobran Božič (2001 - 2003)
- major Robert Glavaš (2003 - 2005)
- podpolkovnik Miha Škerbinc - Barbo (2006 - ?)
- podpolkovnik Pavel Jereb (? - 3. september 2010[1])
- podpolkovnik Blaž Tomšič (3. september 2010[1] - julij 2012)
- podpolkovnik Peter Starc (julij 2012 - danes)

## Organizacija
- poveljstvo
- poveljniško-logistična četa

- izvidniški vod

- Motorizirana četa:
  - Poveljstvo čete
  - 1. motoriziran vod
  - 2. motoriziran vod
  - 3. motoriziran vod
- Motorizirana četa
- Motorizirana četa
- minometna četa
poveljniški vod
izvidniški oddelek
1. minometni vod
2. minometni vod